# Otto Turban
Otto Turban (* 3. Januar 1875 in Schilde; † 14. März 1945 in Boizenburg) war ein deutscher Handwerker und Politiker (SPD).

## Leben
Otto Turban erlernte nach dem Besuch der Volksschule das Tischlerhandwerk in Boizenburg.
Er engagierte sich im Gewerkschaftskartell in Wittenberge und war von 1897 für zwei Jahre Vorsitzender des Kartells. In gleicher Funktion war er von 1904 bis 1906 in Parchim aktiv. Von 1906 bis 1919 war er erst bis 1909 Geschäftsführer der Konsumgenossenschaft in Parchim und anschließend in Boizenburg.
1919 wurde er; als Sieger des 1. Wahlkreises; Abgeordneter des Verfassunggebenden Landtags von Mecklenburg-Schwerin. Später wurde er bis 1924 auch in den ersten und zweiten ordentlichen Landtag von Mecklenburg-Schwerin gewählt.